# Iyyappalli, Bangarapet
Iyyappalli là một làng thuộc tehsil Bangarapet, huyện Kolar, bang Karnataka, Ấn Độ.